# Evangelischer Kirchenfunk Niedersachsen
Der Evangelische Kirchenfunk Niedersachsen (ekn) ist eine gGmbH in Trägerschaft der fünf Mitgliedskirchen der Konföderation evangelischer Kirchen in Niedersachsen. Der ekn wurde 1987 gegründet. Er hat seinen Sitz in der Knochenhauerstraße 42 in der Altstadt von Hannover, dort ist auch die Redaktion des ekn untergebracht.

## Aufgaben
Seit 1987 werden Beiträge zu christlich-kirchlichen Themen, z. B.: Hit from Heaven,ffn – die Kirche – Hilfe interaktiv oder die Zeitgeschichtliche Comedy-Reihe „Wer hat an der Uhr gedreht?“ als Verkündigungssendung für niedersächsische Privatsender wie Radio FFN, Radio 21, Hit-Radio Antenne sowie seit 1998 für Sender des öffentlich-rechtlichen Rundfunks produziert. Der Kirchenfunk hat bisher mehr als 25 niedersächsische Hörfunkpreise für seine Beiträge erhalten, darunter z. B. den Axel Springer Preis für junge Journalisten oder den Juliane Bartel Medienpreis.

## Citystudio
Im Citystudio sind drei Hörfunkstudios zusammengefasst, die seit 1984 von der Konföderation evangelischer Kirchen in Trägerschaft des Evangelischen Rundfunkreferates der norddeutschen Kirchen (ERR) und des Evangelischen Kirchenfunks Niedersachsen (ekn) betrieben werden. In den Studios werden von aktuellen Nachrichten bis zum aufwändig produzierten Hörspiel Beiträge für private Anstalten erstellt. Für die verschiedenen ARD-Anstalten werden in den Studios Beiträge unterschiedlicher Länge produziert.